# Синг (древний город)
Синг (др.-греч. Σίγγος, лат. Singus) — древний город, лежащий на Сингитском заливе Эгейского моря (современный Айон-Орос) на халкидском полуострове Сифония (ныне Ситония) у мыса Сикия (Άκρα Συκιά), к востоку от деревни Айос-Николаос. Упоминается Геродотом при описании похода Ксеркса I на Грецию в 480 году до н. э. Входил в Первый Афинский морской союз, платил дань Афинам с 454/3 по 433/2 гг. до н. э. По Никиеву миру 421 года до н. э. Синг, отпавший от Афин во время потидейского восстания сохранял независимость, но обязывался платить дань Афинам, установленную некогда Аристидом. Согласно Страбону Сингитский залив между полуостровами Сифония и Акта (ныне — Айон-Орос) назван по имени города Синга. Во времена Страбона город был уже разрушен.